# Ловцов, Николай Петрович
Никола́й Петро́вич Ловцо́в (?—1879) — генерал от артиллерии русской императорской армии

## Биография
Служил офицером с 1806 года; 18 октября был произведён из кадетов в подпоручики. Служил по полевой пешей артиллерии; 8 сентября 1807 года был переведён из 3-й артиллерийской бригады в 5-ю. В 1827 году был произведён в полковники.
9 сентября 1830 года был назначен командиром 3-й гренадерской артиллерийской бригады, которую возглавлял до 3 марта 1835 года, когда был произведён в генерал-майоры.
В 1831 году участвовал в войне против польских мятежников; получил орден Св. Георгия 4-й степени, орден Св. Владимира 4-й степени с бантом и польский Знак отличия за военное достоинство 3-й степени.
С марта 1835 года командовал 2-й бригадой 16-й пехотной дивизии, затем — 4-й артиллерийской дивизией.
Генерал-лейтенант с 6 декабря 1844 года; был инспектором арсеналов. С 11 апреля 1861 года — генерал от артиллерии.
Скончался в августе 1879 года в Москве.

## Награды
- орден Св. Анны 2-й ст. (1829)
- орден Св. Георгия 4-й ст. (25.12.1831)
- орден Св. Владимира 4-й ст. с бантом (1831)
- Польский Знак отличия за военное достоинство 3-й ст. (1831)
- орден Св. Владимира 3-й ст. (1836)
- орден Св. Станислава 1-й ст. (1839)
- орден Св. Анны 1-й ст. (1845; императорская корона к ордену — 1847)
- орден Св. Владимира 2-й ст. (1850)
- орден Белого Орла (1852)

## Семья
Был женат на вдове Акима Акимовича Сулимы (1780—1840), Ульяне Степановне — урождённой Вишневской, внучке Гавриила Фёдоровича Вишневского.